# Resignación (religión)
Resignación es la renuncia o dejación voluntaria de un beneficio eclesiástico. 
Se conocen tres clases de resignaciones;
- las dimisiones simples;
- las que se hacen por causa de permuta;
- las dimisiones en favor, llamadas, más ordinariamente, resignaciones.

## Resignaciones en favor
Se conoce con este nombre el acto por el que un titular renuncia su beneficio poniéndolo en manos de su superior con la carga que disponga de él en provecho de quien él le señale, sin cuya condición considera como nula y sin efecto su renuncia.
Se hallan en la historia eclesiástica ejemplos de algunos elevados y santos personajes que designaron a sus sucesores en los obispados que sus enfermedades o su avanzada edad no les permitía ya desempeñar. Así San Alejandro nombró a San Atanasio por su sucesor en la silla de Alejandría y este último santo, eligió a San Pedro para que después de él ocupase la misma silla. San Agustín fue elegido por el obispo Valerio, no solo para que le sucediese, sino para que en unión suya gobernase con él la Iglesia de Hipona. El mismo San Agustín dijo a su pueblo reunido con el clero: 

Quiero que el sacerdote Eraclio sea mi sucesor; los notarios de la Iglesia escriben como veis, y en una palabra, hacemos un acto eclesiástico; porque quiero que esto sea asegurada en cuanto sea posible entre los hombres. No obstante, no quiero que se haga por él lo que se ha hecho por mi pues que lo prohíbe el concilio de Nicea. Mi padre Valerio vivía cuando yo fui ordenado obispo y sostuve esta silla con él. Mas ni él ni yo sabíamos la prohibición de este concilio sobre este punto. No quiero, pues, que se reprenda en Eraclio lo que se reprendió en mí. Permanezca presbítero como es y sea obispo cuando Dios quiera (...) Conozco cómo se encuentra ordinariamente la Iglesia después de la muerte de sus obispos y así en cuanto pueda debo impedir que a la mía le suceda esta desgracia; así que os declaro a todos mi voluntad y creo es la de Dios.

Este lenguaje de San Agustín a su pueblo parecería sorprendente si no fuesen conocidos los motivos de él. Si todos los obispos hubiesen sido como San Agustín, indudablemente no hubiera habido ningún inconveniente en dejarles la libre elección de sus sucesores. Esto hubiera evitado las intrigas en las elecciones, pero al mismo tiempo se hubiera dado a los obispos ambiciosos la facilidad de trasmitir su silla como una herencia a aquellas personas que les tuviesen afecto y especialmence a sus sobrinos y parientes. Para remediar este abuso y conservar la libertad de las elecciones, el obispo de Antioquía del año 311 prohibió a los obispos el darse sucesores.
Desde el siglo V, vemos a los simples presbíteros esforzarse para trasmitir sus beneficios a las personas de su elección. 
La Iglesia se ha opuesto siempre fuertemente a que los beneficios llegasen a ser hereditarios. Sería muy largo referir en este lugar todas las leyes que ha dado sobre este punto. Nos contentaremos con citar el primer Concilio general de Letran. 
No debemos admirarnos de no encontrar nada en el cuerpo del derecho canónico que tenga relación directa con las resignaciones en favor. En efecto, hasta fines del siglo XIV o principios del XV, no se empezaron a insertar en las dimisiones, súplicas o recomendaciones en favor de aquel a quien tenía afecto el resignante. Hasta el año 1520 poco más o menos, dice Piales, la resignación había sido pura y simple;en cuanto a la forma, solamente había ido acompañada de una súplica en favor del resignatario.
En 1549 se suprimió todo lo que podía caracterizar una dimisión pura y simple y ya no se pusieron súplicas sino solamente se decía en las procuraciones ad resignandum in manus ect. in favorem tamen. Así que las resignaciones no son muy antiguas en la Iglesia y además de no muy añejas son contrarias al espíritu y letra de las leyes canónicas. El Concilio de Bourges del año 1684 las prohíbe terminantemente. Lo que pasó con este motivo en el concilio romano de 1538, bajo Paulo III y en el de Trento según las instrucciones de los embajadores de Carlos IX, es una prueba de ello.
Sea lo que fuere del origen de las resignaciones y de los inconvenientes hallados en ellas ya no existen en la actualidad lo que nos dispensa de examinar con los canonistas cuáles son los beneficiados que podrían resignarse, cuáles estaban sujetos a la resignación en favor de quién podían hacerse, qué superiores podrían admitirla, su forma, efectos, etc. Puede verse en las Memorias del clero o en Durand de Maillane todas estas cuestiones perfectamente tratadas según los principios de la antigua disciplina relativa a los beneficios.